# Lauterach (Alb-Donau-Kreis)
Lauterach ist eine kleine Gemeinde im Alb-Donau-Kreis in Baden-Württemberg. Die Gemeinde gehört zur Verwaltungsgemeinschaft Munderkingen. Lauterach ist mit einem Großteil seiner Gemarkung (92,2 %) Teil des Biosphärengebiets Schwäbische Alb.

## Geographie
Lauterach liegt am südlichen Rand der Schwäbischen Alb an der Mündung der Großen Lauter in die Donau, etwa 35 Kilometer südwestlich von Ulm.
Zur Gemeinde gehören neben Lauterach die Ortsteile Neuburg, Talheim und Reichenstein.
Die Gemeinde grenzt im Norden und Osten an Ehingen, im Süden an Untermarchtal und Obermarchtal, sowie im Westen an Rechtenstein und Emeringen.

### Schutzgebiete
Rechtenstein hat Anteil am Naturschutzgebiet Flusslandschaft Donauwiesen zwischen Zwiefaltendorf und Munderkingen. Weitere Landschaftsteile auf dem Gemeindegebiet wurden als Landschaftsschutzgebiet Lauterach ausgewiesen. Im Norden der Gemeinde liegt der Schonwald Lautertal-Wolfstal. Die Gemeinde hat zudem Anteile an den FFH-Gebieten Donau zwischen Munderkingen und Riedlingen und Großes Lautertal und Landgericht sowie am Vogelschutzgebiet Täler der Mittleren Flächenalb. Lauterach liegt größtenteils im Biosphärengebiet Schwäbische Alb, auf der Gemeindefläche wurden aber keine Kernzonen ausgewiesen.

## Geschichte

### Übersicht
Lauterach, dessen Name sich vom Flussnamen Lauter ableitet, wurde erstmals 1229 urkundlich erwähnt. Nach verschiedenen wechselnden Herrschaften im Mittelalter gelangte der Ort 1499 ans Kloster Zwiefalten, welches in den darauf folgenden drei Jahrhunderten die Herrschaft am Ort ausübte. Mit der Säkularisation zu Beginn des 19. Jahrhunderts ging das Gebiet 1803 (außer Talheim, das erst 1806 folgte) an das Kurfürstentum Württemberg, welches 1806 zum Königreich erhoben wurde. Mit Einrichtung des Oberamts Zwiefalten 1809 wurde das heutige Gemeindegebiet diesem zugeordnet, kam aber bereits 1810 zum Oberamt Ehingen. Seit der kommunalen Neugliederung 1938, während der NS-Zeit in Württemberg, gehörte Lauterach zum Landkreis Ehingen. Im Jahre 1945 wurde das Gebiet Teil der Französischen Besatzungszone und kam somit zum Nachkriegsland Württemberg-Hohenzollern, welches 1952 im Bundesland Baden-Württemberg aufging. Seit der Kreisreform am 1. Januar 1973 ist Lauterach Teil des Alb-Donau-Kreises. Im selben Jahr 1973 schloss sich die Gemeinde der Verwaltungsgemeinschaft Munderkingen an und konnte so ihre Selbständigkeit erhalten.

### Neuburg

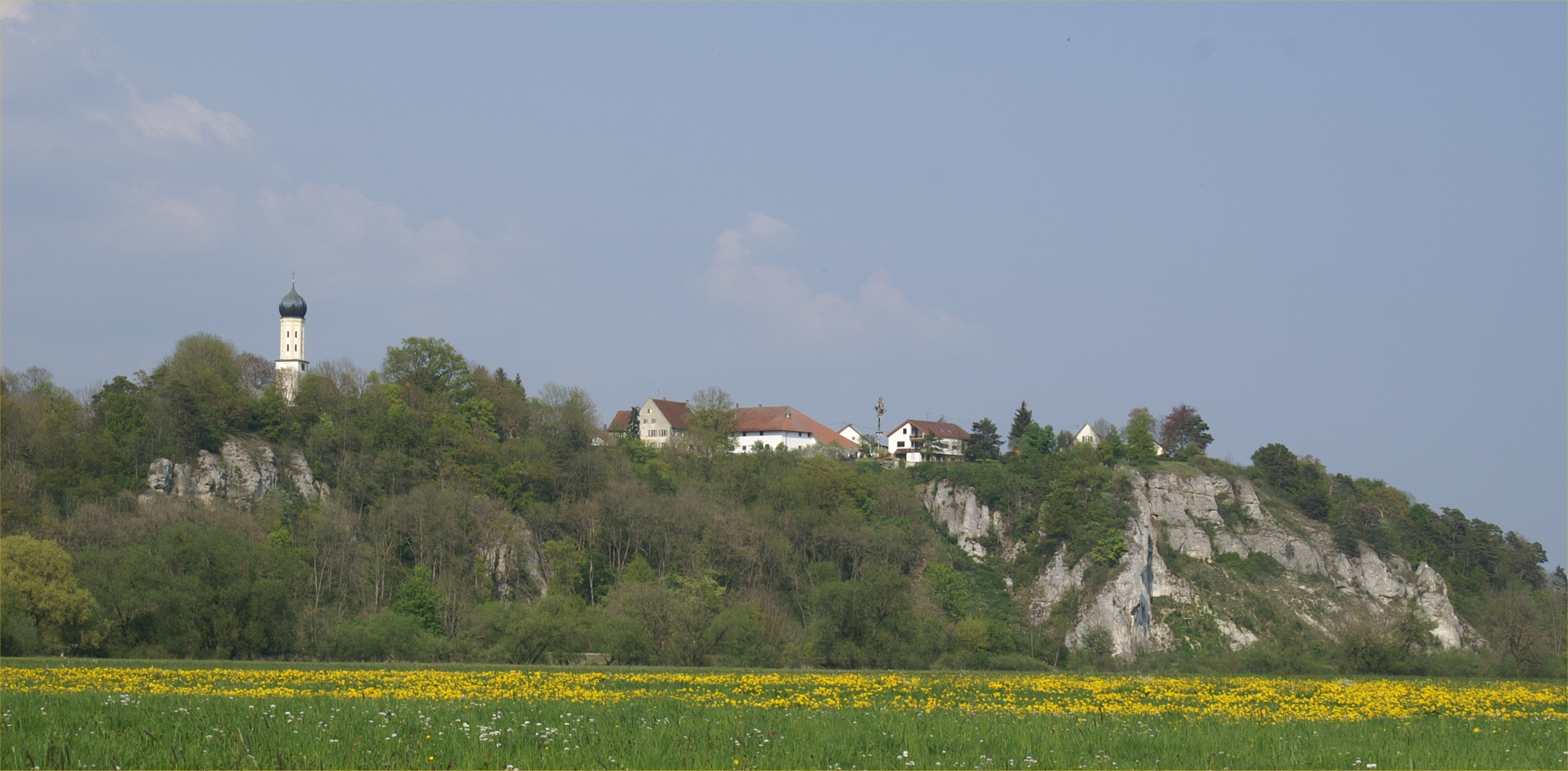
Neuburg

Neuburg wurde erstmals urkundlich in den 1260er-Jahren erwähnt. Es wurde 1803 nach Lauterach eingemeindet.

### Reichenstein
Reichenstein wurde erstmals 1276 urkundlich erwähnt. Es entstand als Weiler um die gleichnamige Burg herum. Die dort gelegene Laufenmühle wurde erstmals 1492 unter der Bezeichnung Lauffen die mulin erwähnt. Reichenstein wurde 1812 nach Lauterach eingemeindet.

### Talheim
Talheim ist der älteste Teilort Lauterachs, es wurde bereits 776 urkundlich erwähnt. Seit 1743 gehörte es den Grafen von Fugier, bevor es 1806 an Württemberg fiel und dort dem Oberamt Ehingen zugeordnet wurde. 1815 wurde Talheim nach Lauterach eingemeindet.

### Eingemeindungen
- 1803: Neuburg
- 1812: Reichenstein
- 1815: Talheim

### Religionen

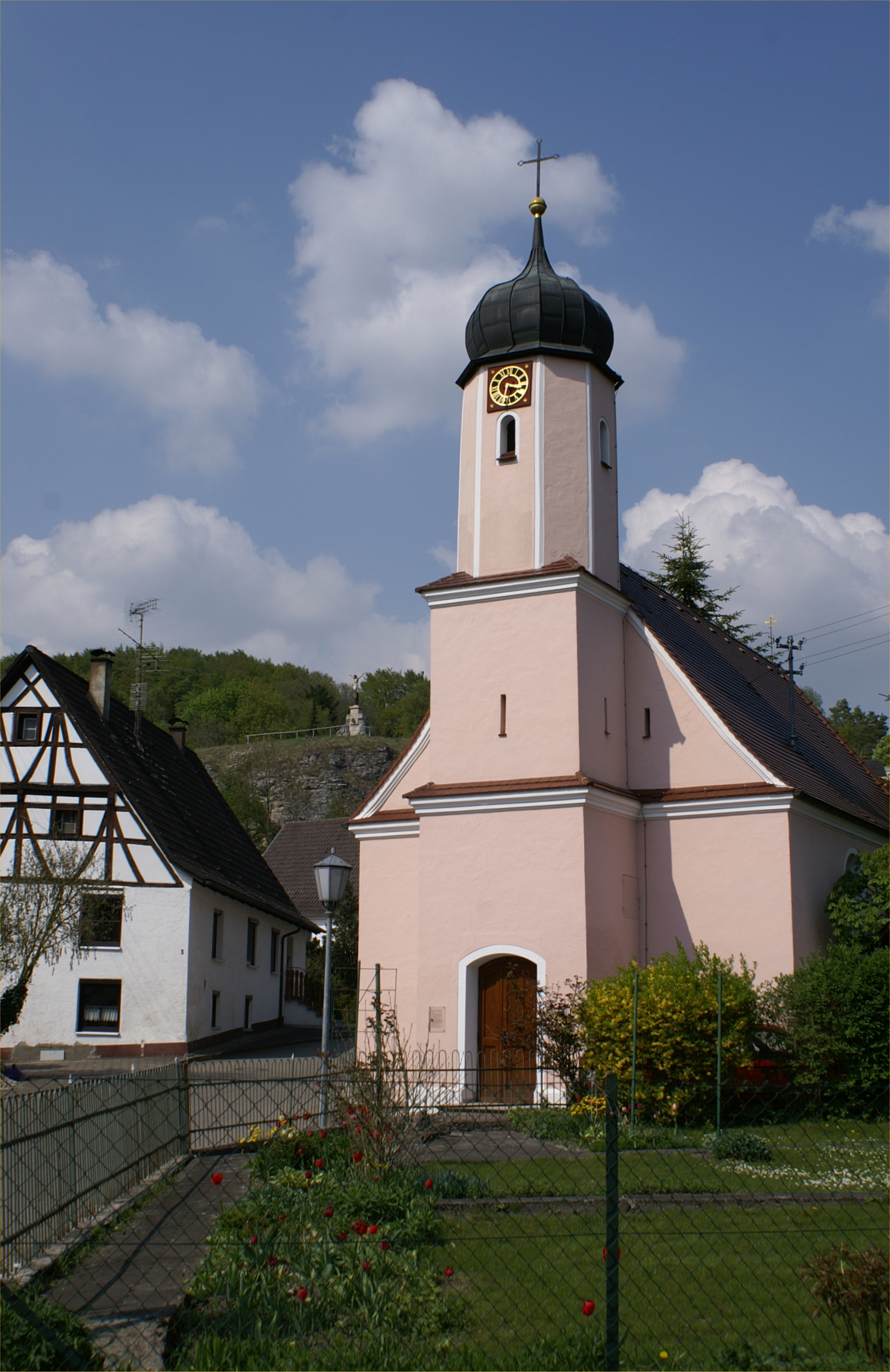
Kapelle Maria Himmelfahrt

Lauterach ist vorwiegend katholisch geprägt. Die Kirchengemeinde St. Michael gehört zur Seelsorgeeinheit Marchtal im Dekanat Ehingen-Ulm der Diözese Rottenburg-Stuttgart. Neben der Pfarrkirche St. Michael im Ortsteil Neuburg bestehen auch Kapellen in den übrigen Ortsteilen. Die Barmherzigen Schwestern vom heiligen Vinzenz von Paul in Untermarchtal betreiben im Ortsteil Talheim ein Erholungsheim für Ordensschwestern.
Die wenigen evangelischen Bewohner Lauterachs gehören zur Kirchengemeinde in Mundingen.

## Bürgermeister
Bürgermeister ist seit 2005 Bernhard Ritzler (CDU). Er wurde 2012 und 2020 wiedergewählt. Er ist zudem Bürgermeister von Untermarchtal.

## Wirtschaft und Infrastruktur
Ansässige Unternehmen
- Öko-Erzeugergemeinschaft „Alb-Leisa“

Bildung
- Lauterach verfügt über eine Grundschule für die ersten und zweiten Klassen. Dritt- und Viertklässler besuchen die Schule in Untermarchtal, deren Erst- und Zweitklässler im Gegenzug in Lauterach zur Schule gehen.

## Kultur und Sehenswürdigkeiten
- Burgruine Reichenstein
- Mühlenweiler Laufenmühle im Lautertal mit kleinem Freilicht-Museum. Die erhaltene Tuffstein-Sägemaschine erinnert an den Kalksinter-Abbau im Lautertal.

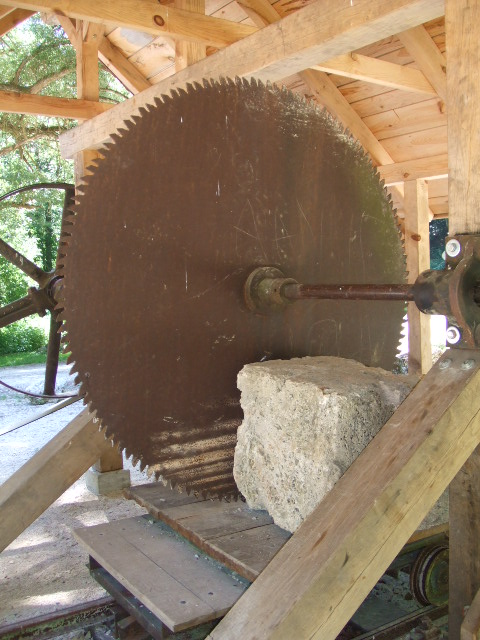
Sägemaschine in Laufenmühle
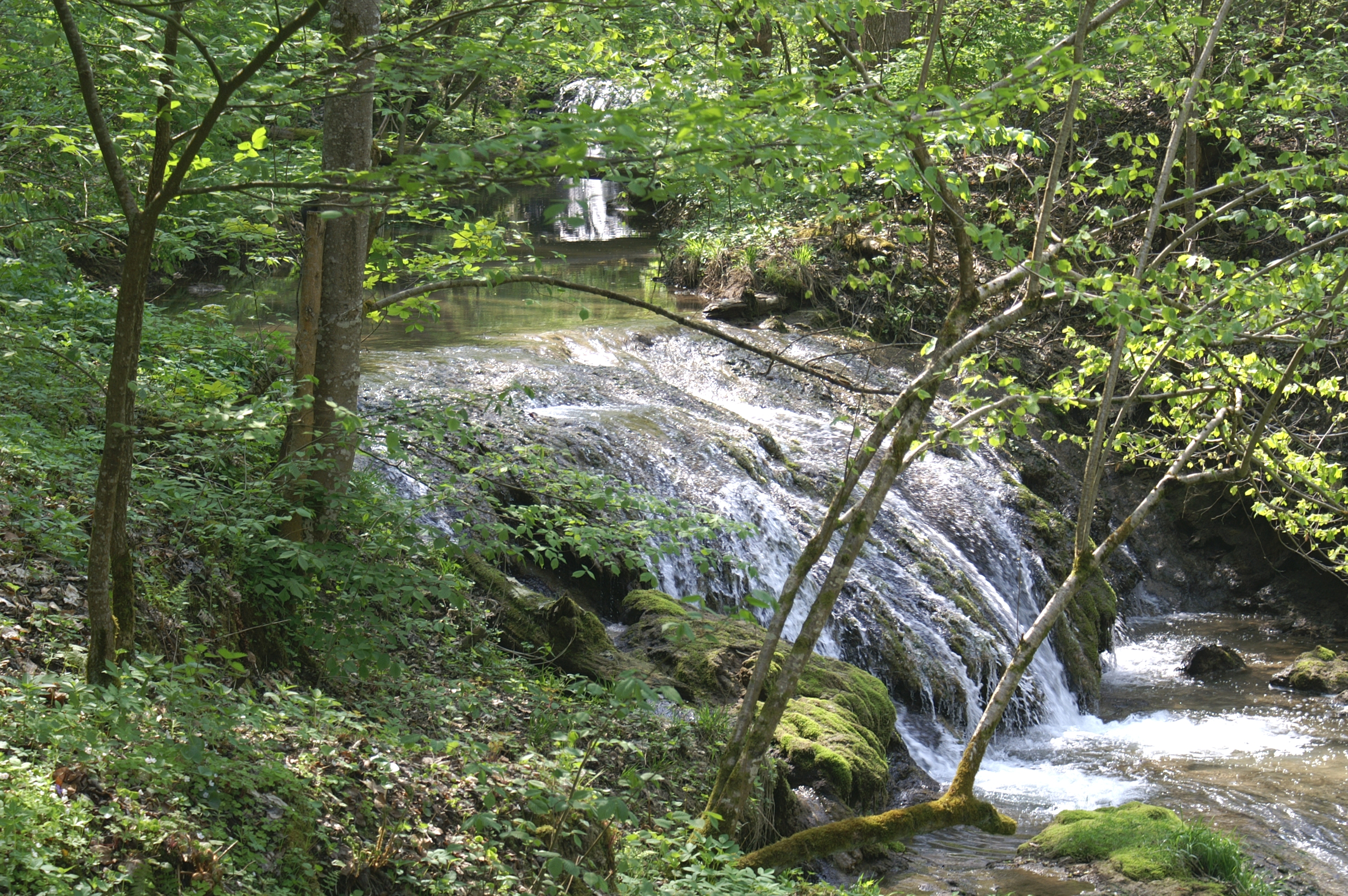
Lauterfall bei der Laufenmühle
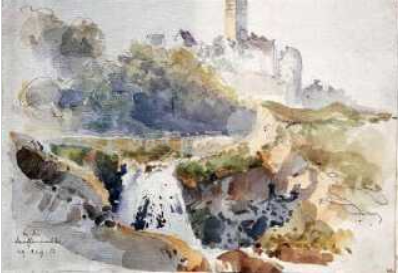
Reichenstein, Blick von der Laufenmühle, Aquarell von General Eduard von Kallee, 1858
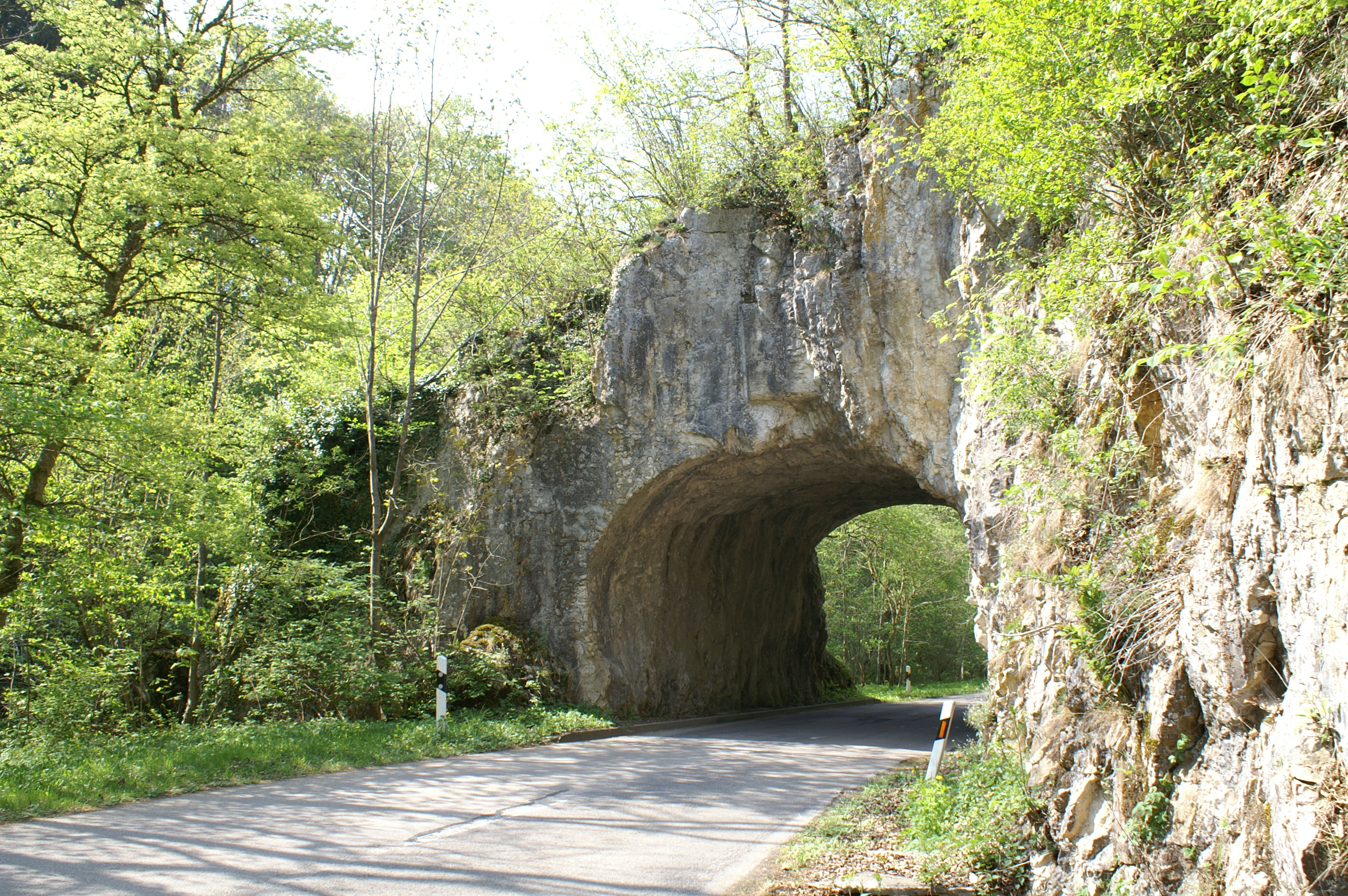
Im Lautertal bei Lauterach

## Söhne und Töchter der Gemeinde
- Tiberius Fundel (1897–1982), geboren in Neuburg, Politiker (CDU), Landtagsabgeordneter
- Xaver Mönch (1843–1907), geboren in Reichenstein, Orgelbauer und Begründer der bekannten Orgelbauanstalt in Überlingen